# Rhode Island Hospital Trust Building
El Rhode Island Hospital Trust Building, también conocido como 15 Westminster Street, es un edificio comercial histórico en el centro de Providence, Rhode Island (Estados Unidos), diseñado por York & Sawyer.

## Descripción
El Rhode Island Hospital Trust Building es un edificio de estructura de acero de once pisos, revestido principalmente de piedra caliza, con mármol en el nivel más bajo. Fue diseñado por la firma York & Sawyer de la ciudad de Nueva York y construido entre 1917 y 1919. El Rhode Island Hospital Trust es una institución bancaria fundada en 1867 para administrar los asuntos financieros del Rhode Island Hospital, fundado en 1863. Con el tiempo, creció hasta convertirse en un importante banco comercial local y fue adquirido por Bank of Boston en 1985.
En 2005, la Escuela de Diseño de Rhode Island compró el edificio por 47 millones de dólares. El edificio alberga la Biblioteca Fleet de RISD, Portfolio Cafe y varios pisos de espacio para dormitorios.
El edificio fue incluido en el Registro Nacional de Lugares Históricos en 1976.

## Galería

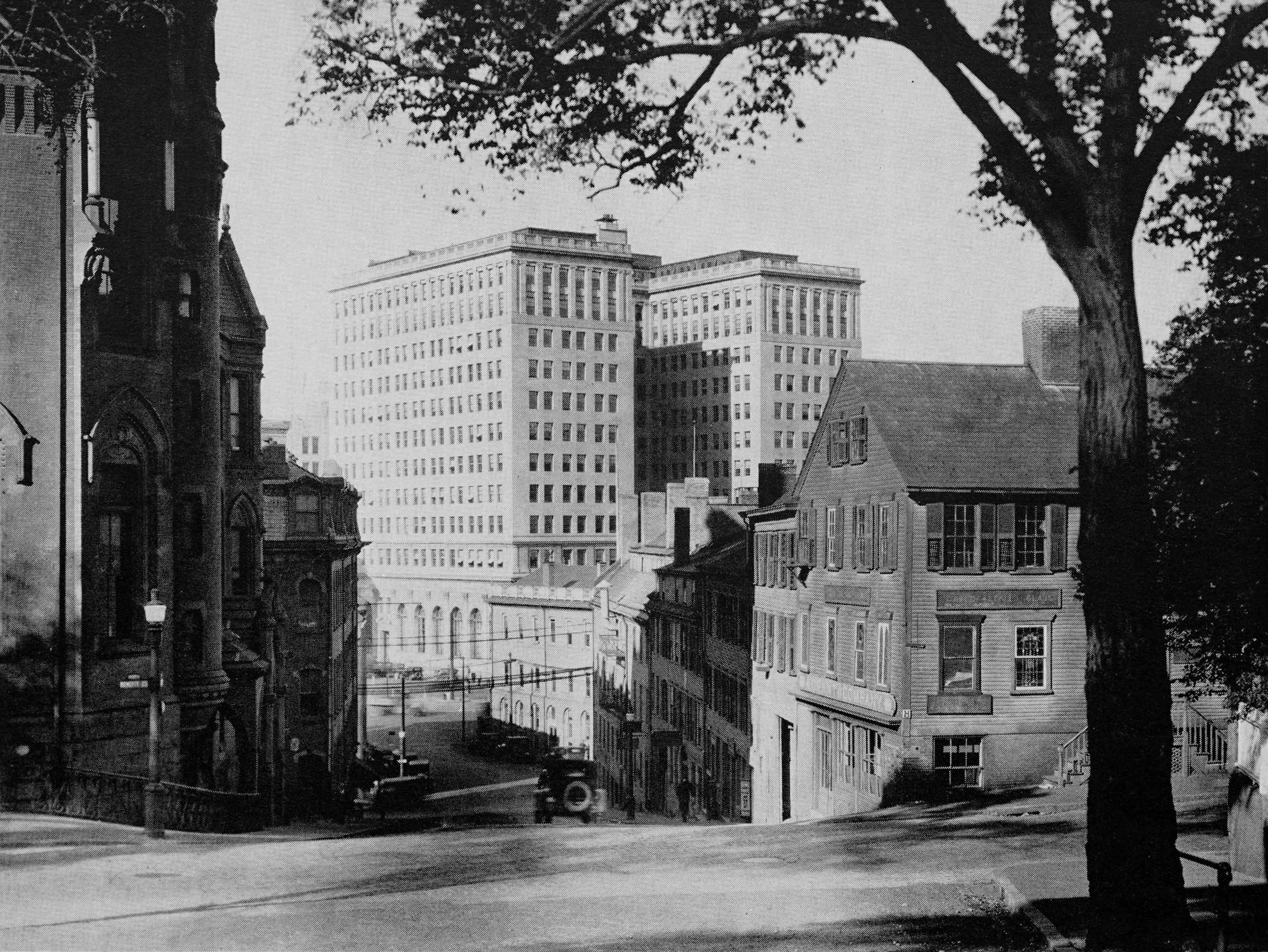
Desde College Hill hacia 1930
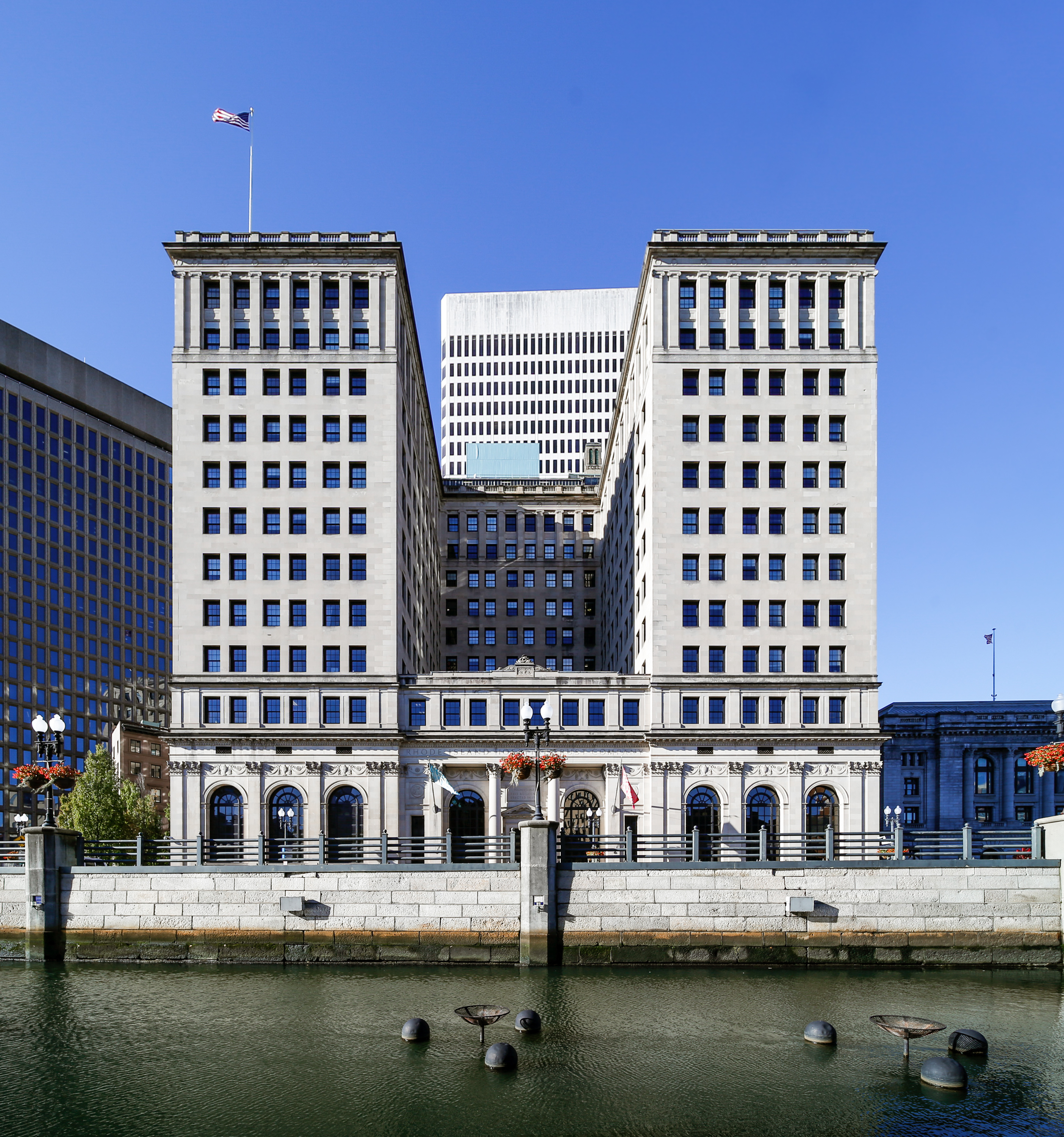
Con el río Providence
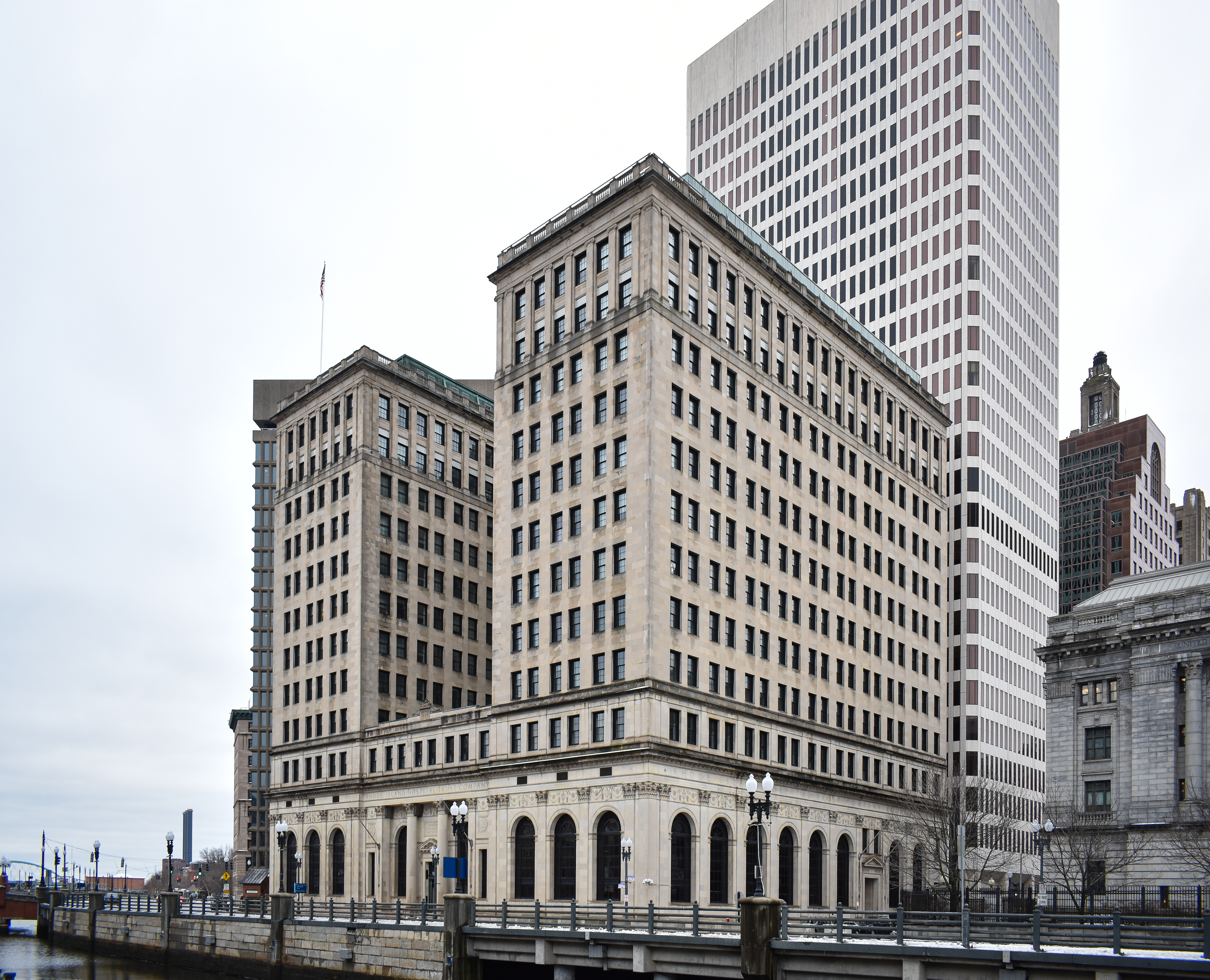
El edificio visto desde Canal Walk